# Klemm Kl 151
El  Klemm Kl 151 fue un prototipo alemán de avión de pasajeros ligero diseñado por el Dr. Hanns Klemm y el ingeniero jefe Carl Bucher durante la Segunda Guerra Mundial. Sólo un modelo fue construido.

## Desarrollo
En 1940 Klemm recibió una solicitud del jefe del Ministerio del Aire del Reich (RLM),   Ernst Udet para empezar a trabajar en una versión de la Messerschmitt Bf 108Taifun utilizando madera en lugar de aluminio en la estructura del avión, ya que el metal era entonces escaso.
Una de las condiciones era que el diseño del Bf 108 debería ser utilizado para el nuevo avión. Esto creó dificultades. Para acelerar el proyecto, tanto las alas y el fuselaje se basaron en componentes del ya construido Kl 107 . Dado que el fuselaje fue demasiado corto, Bucher se extendió a la cola con un marco de acero tubular soldado cubierto con láminas de metal, en el que también se encontraba el tren de aterrizaje de cola. Las alas se ampliaron en la raíz y se adelantó con el fin de dar cabida a los tanques de combustible adicionales, que sustituyeron a los dos asientos traseros.

## Las pruebas de vuelo
El prototipo  Kl 151 V1', designado TB + QK, hizo su primer vuelo en Böblingen el 10 de septiembre de 1942, con el piloto jefe de Klemm Karl Voy en los mandos. El avión estaba impulsado por un Pferdestärke 240 PS) (236 caballos de potencia, 176 kW) Argus As 10 P motor V8 invertido . El planeado modelo  Kl 151-B, equipado con un motor V12 invertido PS 355 (350 CV, 261 kW) Argus As 410 no se construyó.
El 19 de febrero de 1943 el prototipo V1 fue trasladado al  Deutsche für Versuchsanstalt Luftfahrt ("Instituto Experimental Alemán para la Aviación") en Adlershof para su prueba, que se completó con éxito el 1 de marzo de 1943.
El tren de aterrizaje fijo era una preocupación para la Luftwaffe, como el del Bf 108 habían sufrido en los campos de aterrizaje duros del frente oriental. Por lo tanto el requisito exigido ahora un tren de aterrizaje retráctil , así como sólido . En lugar del tren de aterrizaje triciclo fijo, ahora el V1 recibió uno en uno en configuración-Y , con dos depósitos de acero de media soldadas entre sí por la orientación de los amortiguadores en cada lado.
Nuevos ensayos continuaron. Klemm utilizó el avión como transporte personal hasta julio de 1944, cuando fue destruido en un ataque aéreo de los Aliados. El Ministerio del Aire transfirió el prototipo V2 incompleto, y la responsabilidad para el desarrollo y la producción, se trasladó a la empresa checa Zlin .Los problemas causados por la demanda de un tren de aterrizaje retráctil se resolvieron por fin, pero el avión nunca fue terminado, ni puesto en plena producción.
Después de la guerra fue considerada una reactivación del proyecto, sin embargo Klemm vez se decidió por el Kl 107 A. A principios de los 1960s se construyó el Bölkow Bo 207 como un desarrollo del Kl 107 .

## Especificaciones (KL 151 V1)

### Características generales
- Tripulación: Uno
- Capacidad: Un pasajero
- Envergadura: 12.4 m (40 ft 8 in)
- Peso máximo al despegue: 1,500 kg (3,300 lb)
- Planta motriz: Motor V8 invertido Argus As 10P.
  - Potencia: 236 hp cada uno.